# Apple Cup
Az Apple Cup egy amerikaifutball-mérkőzéssorozat a Washington Huskies és a Washington State Cougars sportcsapatai között. Az 1900-ban rendszeresített játékra a szezon utolsó alkalmával, a hálaadást megelőző szombaton kerül sor, azonban 2011 óta általában a hálaadást követő pénteken rendezik meg.
1962 óta a kupát a játék végén Washington állam kormányzója adja át.

## Történet
1934-től 1961-ig a játék a Governor’s Trophyért zajlott, azonban a mérkőzéssorozatot Washington állam almatermesztő múltja miatt 1962-ben Apple Cupra keresztelték át.
2006-ban a felsőoktatási amerikaifutball-szezonokat meghosszabbították: a csapatok tizenegy helyett tizenkét mérkőzést játszottak. A változtatáskor kezdeményezték, hogy az Apple Cup időpontja a hálaadás előtti szombatról a következő hétvégére kerüljön át, így a két csapatnak ez lenne a szezonzáró játéka. A módosítást 2007-ben véghez vitték, azonban a következő évtől visszaállt a korábbi rend.
A médiában a 2008-as játék a „Crapple Cup” („marhaság”) néven híresült el, mivel az 1–10 eredményű Cougars fogadta a 0–11 eredményű Huskiest. A 2009-es seattle-i mérkőzést hálaadás után játszották, a 2011-est pedig a Husky Stadion felújítása miatt a CenturyLink Fielden.
1950 és 1980 között (kivéve 1954-ben) a WSU hazai mérkőzéseit a spokane-i Joe Albi Stadionban (1962-ig Emlékstadion) játszották (kivéve 1910-ben, amikor a mérkőzést a szabadidőparkban rendezték meg).
A mérkőzéseket 1945 óta folyamatosan megrendezik; akkor a két éves szünet miatt két játékot is tartottak: egyet Seattle-ben október közepén, majd Pullmanben november végén.

## Eredmények
A kék színű cellák a Washington Huskies, a pirosak pedig a Washington State Cougars győzelmeit jelzik.
| Év   | Helyszín | Eredmény |
| ---- | -------- | -------- |
| 1900 | Seattle  | 5–5      |
| 1901 | Pullman  | 10–0     |
| 1902 | Seattle  | 16–0     |
| 1903 | Pullman  | 10–0     |
| 1904 | Seattle  | 12–6     |
| 1907 | Seattle  | 10–5     |
| 1908 | Seattle  | 6–6      |
| 1910 | Spokane  | 16–0     |
| 1911 | Seattle  | 30–6     |
| 1912 | Seattle  | 19–0     |
| 1913 | Seattle  | 20–0     |
| 1914 | Seattle  | 45–0     |
| 1917 | Seattle  | 14–0     |
| 1919 | Pullman  | 13–7     |
| 1921 | Seattle  | 14–0     |
| 1922 | Pullman  | 16–13    |
| 1923 | Seattle  | 24–7     |
| 1924 | Seattle  | 14–0     |
| 1925 | Pullman  | 23–0     |
| 1926 | Seattle  | 9–6      |
| 1927 | Seattle  | 14–0     |
| 1928 | Seattle  | 6–0      |
| 1929 | Pullman  | 20–13    |
| 1930 | Seattle  | 3–0      |
| 1931 | Seattle  | 12–0     |
| 1932 | Seattle  | 0–0      |
| 1933 | Pullman  | 17–6     |
| 1934 | Seattle  | 0–0      |
| 1935 | Pullman  | 21–0     |
| 1936 | Seattle  | 40–0     |
| 1937 | Pullman  | 7–7      |
| 1938 | Seattle  | 26–0     |
| 1939 | Pullman  | 6–0      |
| 1940 | Seattle  | 33–9     |
| 1941 | Pullman  | 23–13    |
| 1942 | Seattle  | 0–0      |
| 1945 | Seattle  | 6–0      |
| 1945 | Pullman  | 7–0      |
| 1946 | Pullman  | 21–7     |
| 1947 | Seattle  | 20–0     |
| 1948 | Pullman  | 10–0     |
| 1949 | Seattle  | 34–21    |
| 1950 | Spokane  | 52–21    |
| 1951 | Seattle  | 27–25    |
| 1952 | Spokane  | 33–27    |
| 1953 | Seattle  | 25–20    |
| 1954 | Pullman  | 26–7     |
| 1955 | Seattle  | 27–7     |
| 1956 | Spokane  | 40–26    |
| 1957 | Seattle  | 27–7     |
| 1958 | Spokane  | 18–14    |
| 1959 | Seattle  | 20–0     |
| 1960 | Spokane  | 8–7      |
| 1961 | Seattle  | 21–17    |
| 1962 | Spokane  | 26–21    |
| 1963 | Seattle  | 16–0     |

| Év   | Helyszín | Eredmény |
| ---- | -------- | -------- |
| 1964 | Spokane  | 14–0     |
| 1965 | Seattle  | 27–9     |
| 1966 | Spokane  | 19–7     |
| 1967 | Seattle  | 9–7      |
| 1968 | Spokane  | 24–0     |
| 1969 | Seattle  | 30–21    |
| 1970 | Spokane  | 43–25    |
| 1971 | Seattle  | 28–20    |
| 1972 | Spokane  | 27–10    |
| 1973 | Seattle  | 52–26    |
| 1974 | Spokane  | 24–17    |
| 1975 | Seattle  | 28–27    |
| 1976 | Spokane  | 51–32    |
| 1977 | Seattle  | 35–15    |
| 1978 | Spokane  | 38–8     |
| 1979 | Seattle  | 17–7     |
| 1980 | Seattle  | 30–23    |
| 1981 | Spokane  | 23–10    |
| 1982 | Pullman  | 24–20    |
| 1983 | Seattle  | 17–6     |
| 1984 | Pullman  | 38–29    |
| 1985 | Seattle  | 21–20    |
| 1986 | Pullman  | 44–23    |
| 1987 | Seattle  | 34–19    |
| 1988 | Pullman  | 32–31    |
| 1989 | Seattle  | 20–9     |
| 1990 | Pullman  | 55–10    |
| 1991 | Seattle  | 56–21    |
| 1992 | Pullman  | 42–23    |
| 1993 | Seattle  | 26–3     |
| 1994 | Pullman  | 23–6     |
| 1995 | Seattle  | 33–30    |
| 1996 | Pullman  | 31–24    |
| 1997 | Seattle  | 41–35    |
| 1998 | Pullman  | 16–9     |
| 1999 | Seattle  | 24–14    |
| 2000 | Pullman  | 51–3     |
| 2001 | Seattle  | 26–14    |
| 2002 | Pullman  | 29–26    |
| 2003 | Seattle  | 27–19    |
| 2004 | Pullman  | 28–25    |
| 2005 | Seattle  | 26–22    |
| 2006 | Pullman  | 35–32    |
| 2007 | Seattle  | 42–35    |
| 2008 | Pullman  | 16–13    |
| 2009 | Seattle  | 30–0     |
| 2010 | Pullman  | 35–28    |
| 2011 | Seattle  | 38–21    |
| 2012 | Pullman  | 31–28    |
| 2013 | Seattle  | 27–17    |
| 2014 | Pullman  | 31–13    |
| 2015 | Seattle  | 45–10    |
| 2016 | Pullman  | 45–17    |
| 2017 | Seattle  | 41–14    |
| 2018 | Pullman  | 28–15    |
| 2019 | Seattle  | 31–13    |

## Fordítás
Ez a szócikk részben vagy egészben  az   Apple Cup című angol Wikipédia-szócikk ezen változatának fordításán alapul.  Az eredeti cikk szerkesztőit annak laptörténete sorolja fel. Ez a jelzés csupán a megfogalmazás eredetét és a szerzői jogokat jelzi, nem szolgál a cikkben szereplő információk forrásmegjelöléseként.